# Sitio de Santarém (1171)
El cerco de Santarém en 1171 fue una acción bélica de la reconquista, en la que Santarém fue asediada por un ejército del Califato Almohade, que no consiguió conquistar la ciudad. Era la primera vez que Santarém era atacada desde su conquista por el rey Afonso Henriques 24 años antes.

## Historia
Situada en lo alto de una empinada ladera junto al río Tajo, Santarém era considerada una de las ciudades más difíciles de conquistar en Al-Ándalus, pero fue conquistada por el rey Afonso Henriques en 1147 mediante un ataque sorpresa. Sus murallas fueron escaladas subrepticiamente al amanecer y la ciudad invadida antes de que su guarnición pudiera organizar una defensa eficaz. Desde entonces, la ciudad permaneció en manos portuguesas.
En 1169, Geraldo Sempavor y D. Afonso Henriques sitiaron Badajoz, la ciudad más grande e importante del oeste peninsular. Alarmado por estas noticias, el califa almohade Abu Yacub Yusuf envió un ejército de 20.000 hombres al mando de Abu Hafs a la Península Ibérica, con la esperanza de que la ciudad aún no hubiera caído en manos de los cristianos. Sin embargo, cuando Abu Hafs llegó a Sevilla, los portugueses ya se habían retirado.  Partió entonces de Córdoba y envió a Badajoz un destacamento comandado por Ibrahim Ibn Hamusk, que invadió Portugal en 1170.
Al año siguiente, el propio Califa vino a la Península con un gran ejército de 10.000 almohades y 10.000 árabes. Cruzaron el Estrecho de Gibraltar en verano y llegaron a Sevilla el 8 de junio. Desde Sevilla, un ejército invadió Portugal a través del Alentejo y, sin encontrar mucha resistencia, avanzó hasta Santarém, que fue sitiada. En la ciudad estaba D. Afonso Henriques.

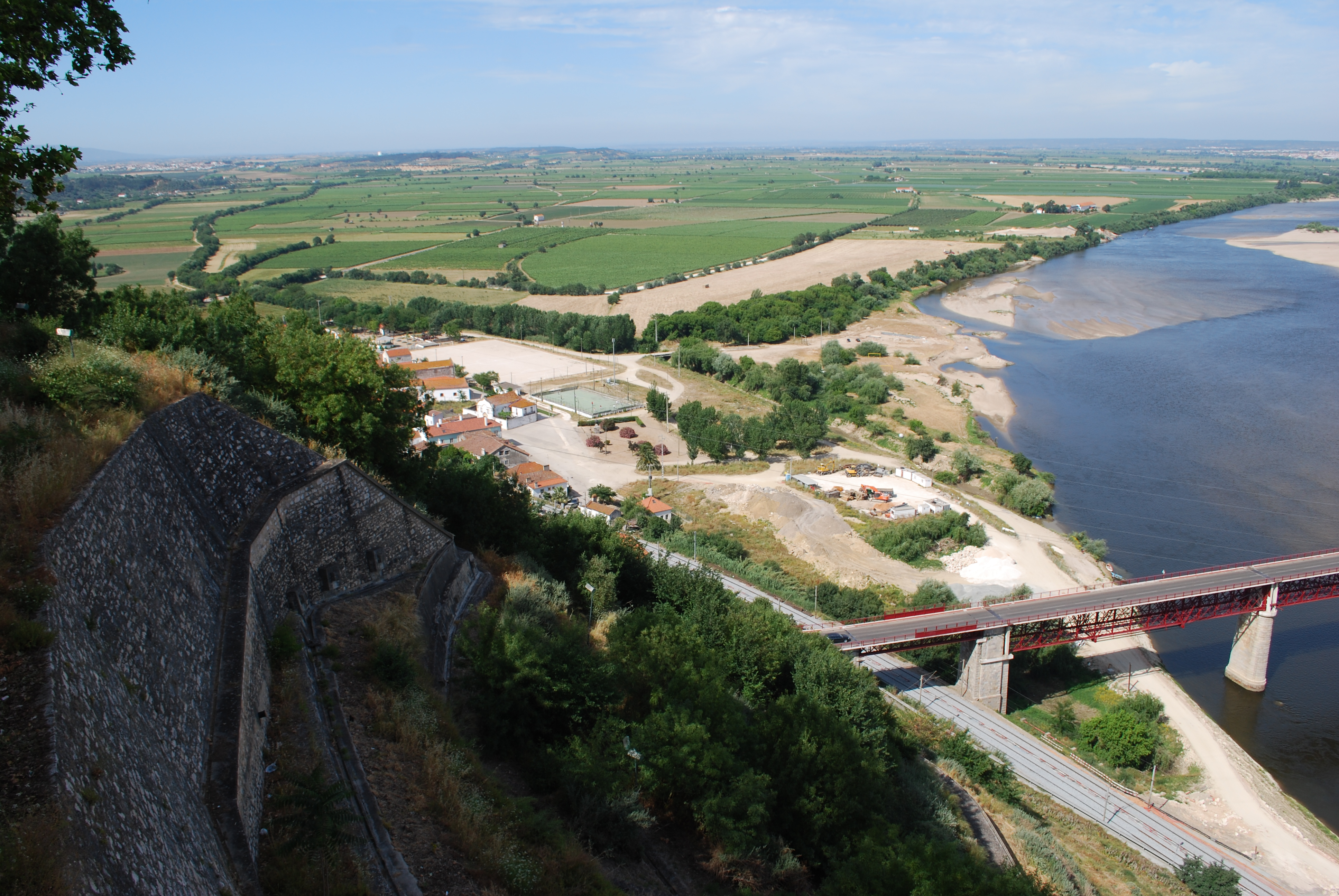
Vista desde las murallas de Santarém.

Los almohades esperaban que el rey de León se abstuviera de ayudar a Afonso Henriques debido a antiguos agravios entre ambos, pero al enterarse del asedio de Santarem, Fernando II se dispuso a ayudarle con un ejército. Cuando se enteró de la aproximación de los leoneses, Afonso Henriques desconocía sus intenciones y creyó que el rey Fernando quería ayudar a los musulmanes, por lo que envió mensajeros para pedir la paz.
La noticia de que los leoneses venían a ayudar a los portugueses se extendió también entre los musulmanes, que levantaron el asedio y se retiraron a Sevilla, conquistando Alcántara a los leoneses por el camino.

## Consecuencias
A pesar del fracaso de los musulmanes en Santarém, en 1173 el rey Afonso Henriques firmó una tregua de cinco años con los almohades.
Tras el asedio de Santarém, los templarios emprendieron un amplio programa de construcción o renovación de los castillos de la Orden que defendían la "línea del Tajo", que se prolongó hasta la década de 1170. En 1171, comenzaron a construirse o remodelarse los castillos de Almourol y Pombal, así como los de Penas Roias, en 1172, y Longroiva, en 1174, además de los de Soure, Monsanto y Cardiga, que fueron equipados con modernas torres de homenaje, alambradas y vallas, introducidas por primera vez en Portugal. Estas innovaciones se extendieron después por todo el país y, en adelante, se consideraron indispensables para la defensa del territorio. La introducción de la torre del homenaje, el alambor y el hurdício "reflejan la excelencia de la arquitectura militar de los templarios portugueses, en no poca medida debida a la obra de su maestro más emblemático e influyente, Gualdim Pais, que estuvo al frente de la orden durante casi cuarenta años (1156-1195)".
El asedio de 1171 fue sólo el primero de los tres que los musulmanes impondrían a Santarém. Los almohades volvieron a sitiar la ciudad en 1184 y 1190.